# ヘルレドーム
ヘルレドーム (Gelredome)は、オランダ・ヘルダーラント州アーネムにある開閉式ドームスタジアム。現在はエールディヴィジに所属するフィテッセ・アーネムのホームスタジアムとなっている。座席数は25.000席だったが、空席が多かったために雰囲気改善のために2016年夏に21,248席に減らされた。収容人数は32,500人でコンサート開催時には39,000人まで収容可能となっている。

## 概要
UEFA EURO 2000開催に向け、1994年から建設計画が官民連携によって構想され始め、1996年7月に着工した。サッカーのみならずコンサートやその他各種イベントを開催するために多目的な機能を有しており、世界的にも数少ない全天候型のスタジアムとして、開閉式の屋根と可動式ピッチを備えている。スタジアムの所有者は莫大な費用負担という面を考えてSBVフィテッセではなく、スタジアム運営を専門とするネトステーデ社（Nedstede）が所有している。
オランダとベルギーが共催したEURO 2000では3試合が行なわれた。過去にこのスタジアムでコンサートを行ったミュージシャンには、U2、クイーン+ポール・ロジャース、コールドプレイ、シャキーラやジャスティン・ティンバーレイクなどがいる。

## 開催された主な大会・試合
- UEFA EURO 2000

| 日付          | チーム#1   | 結果 | チーム#2   | ラウンド  |
| ------------- | ---------- | ---- | ---------- | --------- |
| 2000年6月11日 | トルコ     | 1-2  | イタリア   | グループB |
| 2000年6月17日 | ルーマニア | 0-1  | ポルトガル | グループA |
| 2000年6月21日 | スロベニア | 0-0  | ノルウェー | グループC |

- 国際Aマッチ

| 日付           | チーム#1 | 結果 | チーム#2       | 大会                          |
| -------------- | -------- | ---- | -------------- | ----------------------------- |
| 1998年5月27日  | オランダ | 0-0  | カメルーン     | 親善試合                      |
| 1998年10月13日 | オランダ | 0-0  | ガーナ         | 親善試合                      |
| 1999年4月28日  | オランダ | 1-2  | モロッコ       | 親善試合                      |
| 2000年4月26日  | オランダ | 0-0  | スコットランド | 親善試合                      |
| 2001年10月6日  | オランダ | 4-0  | アンドラ       | 2002 FIFAワールドカップ・予選 |

## ギャラリー

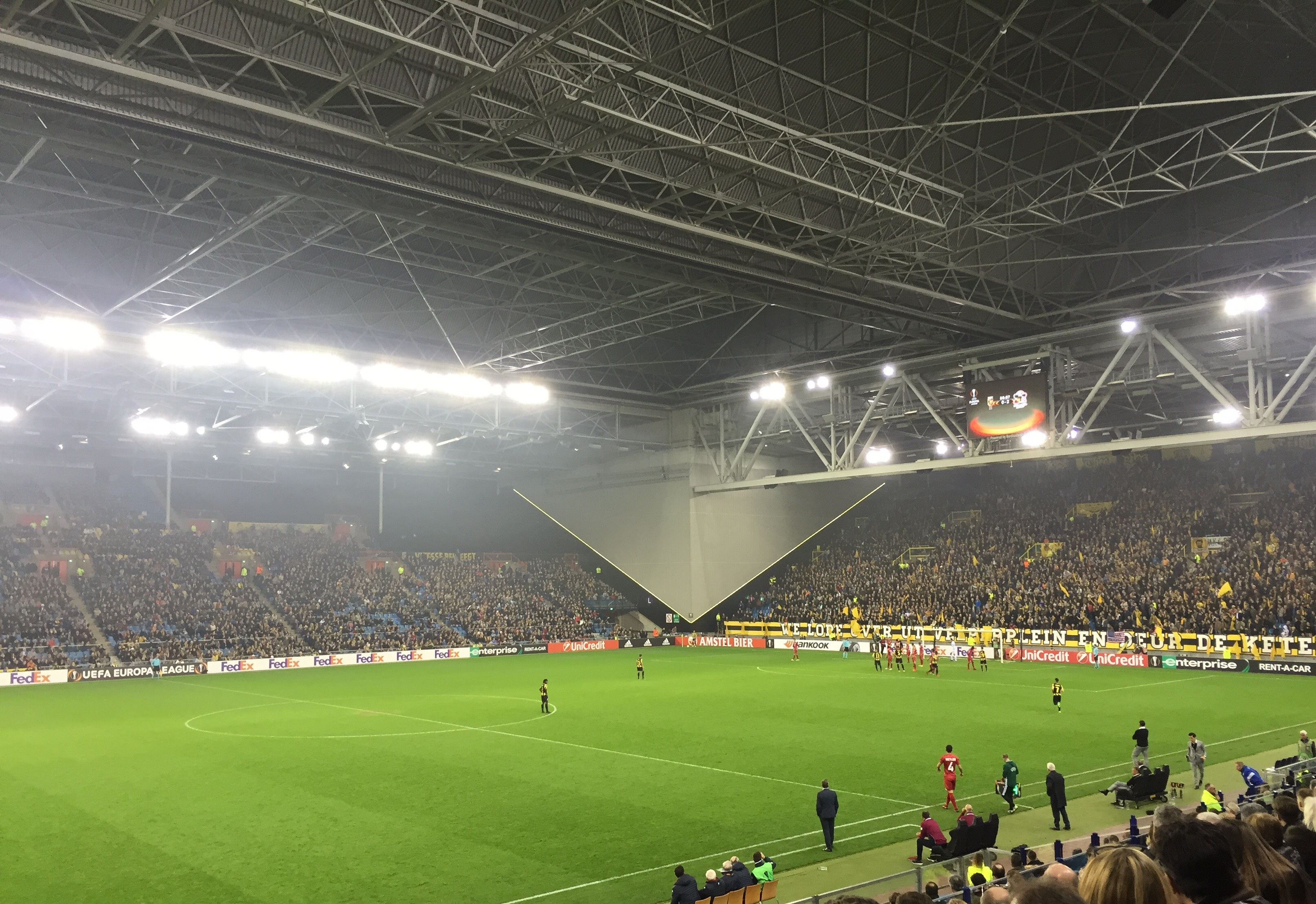
2017年の内観
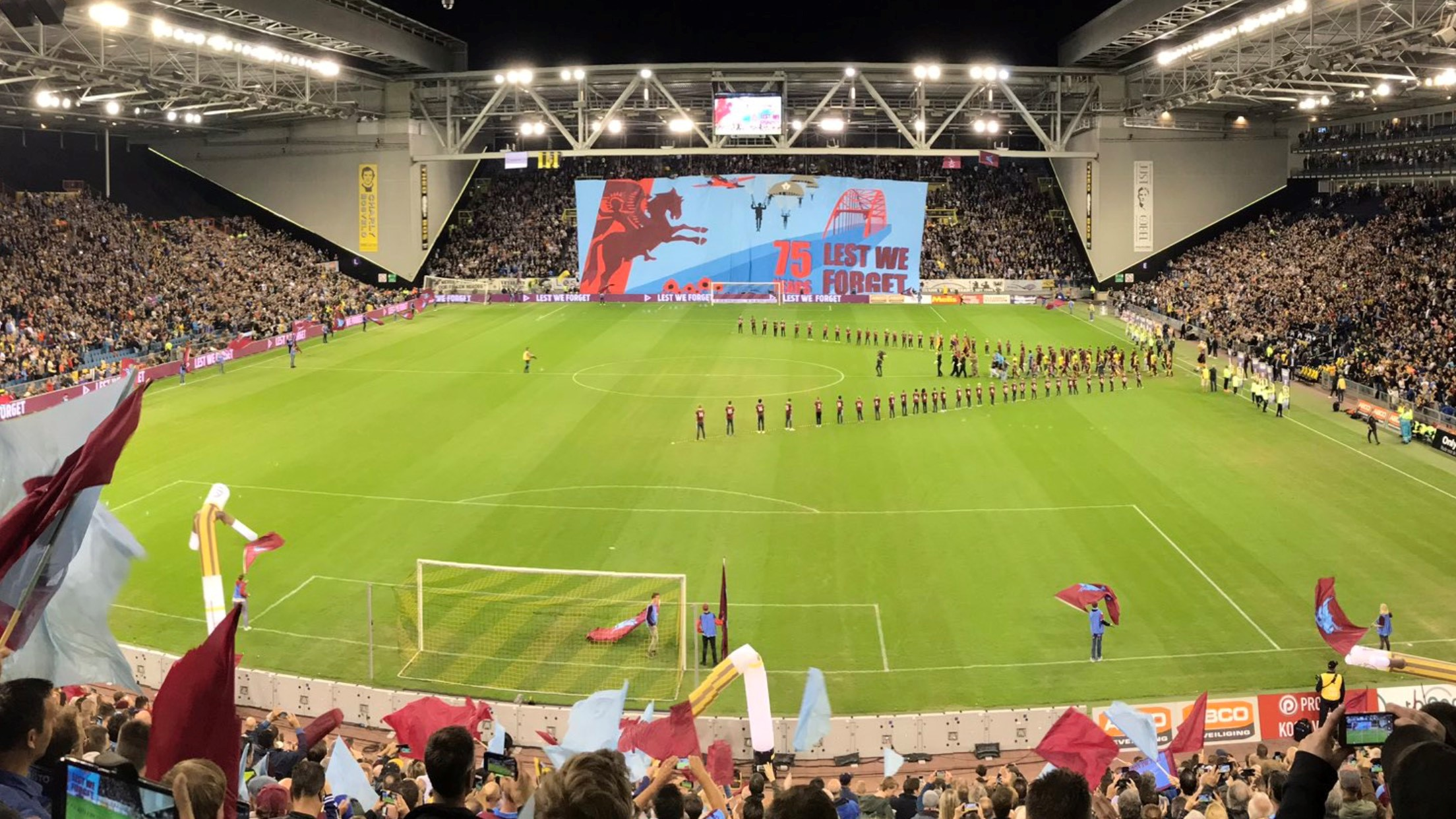
2019年の内観
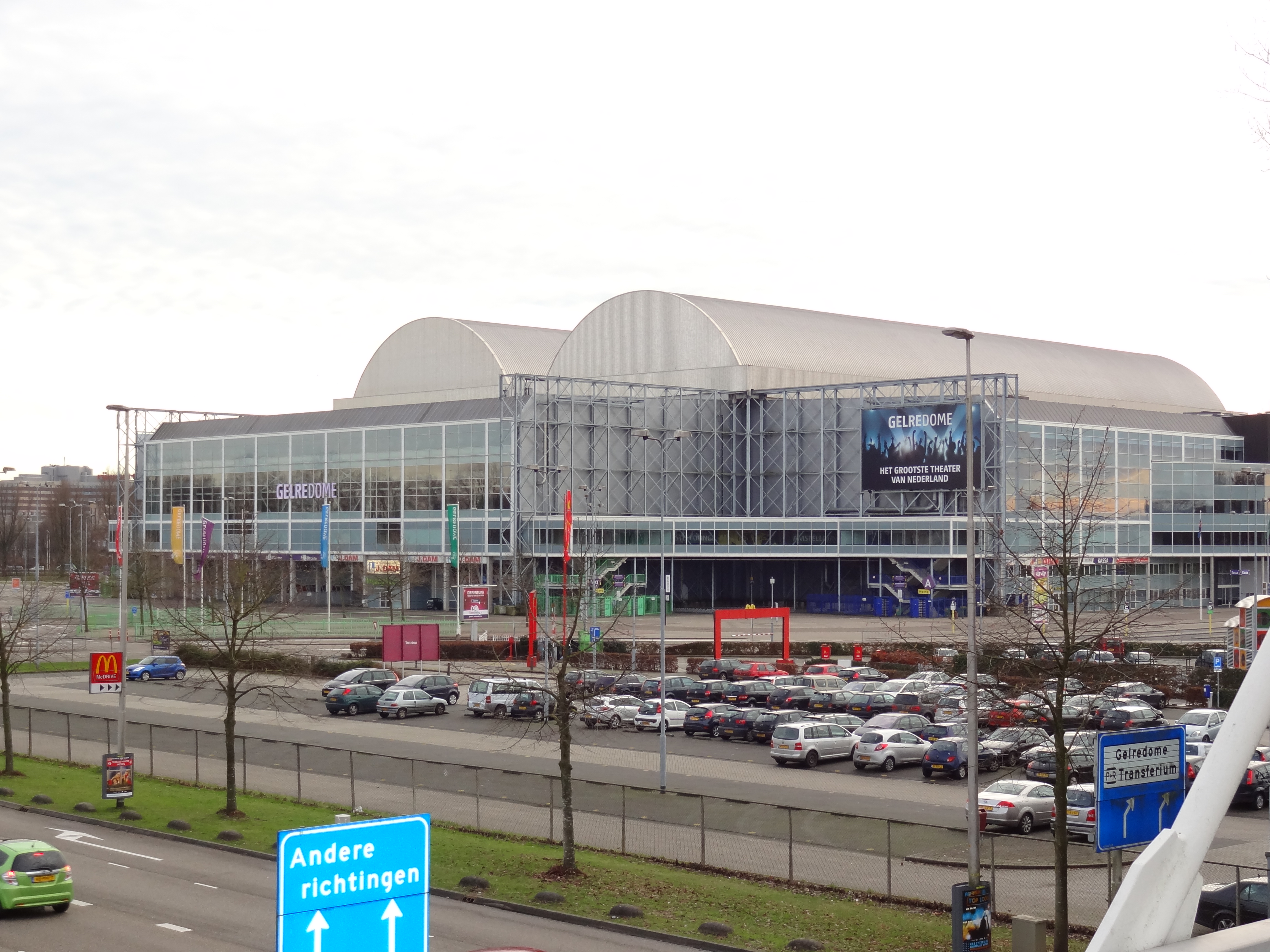
2012年の外観